# Капелино
Капелино — деревня в Усть-Кубинском районе Вологодской области.
Входит в состав Богородского сельского поселения (с 1 января 2006 года по 9 апреля 2009 года входила в Авксентьевское сельское поселение), с точки зрения административно-территориального деления — в Авксентьевский сельсовет.
Расстояние до районного центра Устья по автодороге — 63,5 км, до центра муниципального образования Богородского по прямой — 7 км. Ближайшие населённые пункты — Ульяновская, Острецово, Кулаково.
По переписи 2002 года население — 4 человека.